# Theo Timmermann
Theo Timmermann (* 14. September 1996 in Königs Wusterhausen) ist ein deutscher Volleyball- und Beachvolleyballspieler.

## Karriere Hallenvolleyball
Theo Timmermann ist der Sohn von Leif Timmermann und der Neffe des Kugelstoßers Ulf Timmermann, der 1988 Olympiasieger wurde. Seit 2006 spielt er bei den Netzhoppers Königs Wusterhausen. In der Saison 2013/14 spielte er in der Zweiten Bundesliga Nord und schaffte mit dem Verein aus seiner Heimatstadt den Aufstieg in die Bundesliga. In der Saison 2014/15 schied der Außenangreifer mit den Netzhoppers im Achtelfinale des DVV-Pokals und kam in der Bundesliga ins Playoff-Viertelfinale. Ein Jahr später gab es erneut das frühe Pokal-Aus und in der Bundesliga mussten sich die Netzhoppers in den Pre-Playoffs geschlagen geben. In der Saison 2016/17 erreichte Timmermann mit der Mannschaft das Halbfinale im DVV-Pokal und das Playoff-Viertelfinale.
Im DVV-Pokal 2017/18 schieden die Netzhoppers im Viertelfinale aus und als Tabellenneunter der Bundesliga-Hauptrunde verpassten sie die Playoffs. Ein Jahr später gab es erneut das Pokal-Viertelfinale und den neunten Platz in der Bundesliga. Im DVV-Pokal 2019/20 musste sich der Verein im Achtelfinale geschlagen geben. In der Bundesliga lag er beim Saisonabbruch kurz vor dem Hauptrunden-Ende auf dem siebten Rang. Die Netzhoppers spielten im DVV-Pokal 2020/21 das Finale gegen die United Volleys Frankfurt und erreichten das Playoff-Viertelfinale. In der folgenden Saison schieden sie im Pokal-Achtelfinale aus, kamen aber erneut ins Playoff-Viertelfinale. 2022/23 erreichten sie im DVV-Pokal und der Bundesliga jeweils das Viertelfinale.
Anschließend verließ Timmermann erstmals den Verein und wechselte zu den WWK Volleys Herrsching. Mit den Herrschinger stand er im DVV-Pokal 2023/24 im Finale gegen die Berlin Recycling Volleys. In den Bundesliga-Playoffs unterlag der Verein im Viertelfinale. Nach der Saison kehrte der Außenangreifer zurück nach Königs Wusterhausen.

## Karriere Beachvolleyball
Timmermann spielt seit 2012 auch Beachvolleyball, zunächst mit verschiedenen Partnern. 2020 erreichte das Duo Sievers/Timmermann bei der ersten Ausgabe der Beach-Liga den dritten Platz.
Seitdem spielt Timmermann mit Jonathan Erdmann auf der German Beach Tour. Erdmann/Timmermann qualifizierten sich 2021 und 2022 für die deutsche Meisterschaft in Timmendorfer Strand und belegten dabei die Plätze fünf und dreizehn.